# Sennevière
Ne doit pas être confondu avec Sennevières, commune d'Indre-et-Loire.
La Sennevière est une rivière française de Normandie (région administrative), dans le département de l'Orne, et un affluent gauche du fleuve l'Orne.

## Géographie
De 14,4 km de longueur, la Sennevière prend source dans le défens de Tanville, à 328 m d'altitude, sur la commune de Tanville, dans la forêt domaniale d'Écouves, qui fait partie intégrante du parc naturel régional Normandie-Maine.
La Sennevière coule globalement du sud-ouest vers le nord-est.
La Sennevière conflue en rive gauche de l'Orne sur la commune de Mortrée, à 165 m d'altitude, près du lieu-dit la Petite Prairie d'Ô.

### Communes et cantons traversés
Dans le seul département de l'Orne, la Sennevière traverse les quatre communes suivantes, de l'amont vers l'aval, de Tanville (source), La Ferrière-Béchet, Mortrée (confluence), Belfonds.
Soit en termes de cantons, La Sennevière prend source et conflue dans le même canton de Sées, dans l'arrondissement d'Alençon.

### Bassin versant
les cours d'eau voisins de la Sennevière sont l'Orne au nord, au nord-est et à l'est, la Vézone au sud-est, la Briante au sud, le Sarthon au sud-ouest, la Thouanne à l'ouest et au nord-ouest. 
La Sennevière traverse les trois zones hydrographiques suivantes de « L'Orne du confluent de la Sennevière (exclu) au confluent de la Thouane (exclu) », « La Sennevière de sa source au confluent de l'Orne (exclu) », « L'Orne de sa source au confluent de la Sennevière (exclu) ». 

### Organisme gestionnaire
L'organisme gestionnaire est le SYMOA ou Syndicat Mixte de l'Orne et ses Affluents.

## Affluents
La Sennevière a dix tronçons affluents référencés dont deux de plus de trois kilomètres de long, et deux de rang de Strahler deux :
- le ruisseau de la Forêt (rd[note 1]), 5 km, sur les deux communes de La Ferrière-Béchet (source) et Mortrée (confluence).
- la petite Fosse (rg), 4 km, sur la seule commune de Mortrée.
- le ruisseau des Ponts Besnard, (rd), 3 km, sur les deux communes de Belfonds (source) et Mortrée (confluence) avec un affluent :
  - le fossé 01 du Hutier (rd), 2 km, sur les deux communes de La Ferrière-Béchet (source) et Belfonds (confluence).
- le fossé 01 de la Philippière (rd), 1 km, sur les deux communes de Belfonds (source) et de Mortrée (confluence), avec un affluent :
  - le fossé 02 de la Perrière (rd) 1 km, sur la seule commune de Belfonds.

### Rang de Strahler
Donc le rang de Strahler de la Sennevière est de trois.

## Hydrologie
Son régime hydrologique est dit pluvial océanique.

## Aménagements et écologie
Sur le cours de la Sennevière, Géoportail signale les lieux-dits suivants de la Vannerie, la Philippière et la Guerrière avec un haras, la chapelle Saint-Latuin à 100 mètres à l'est, la Planche.

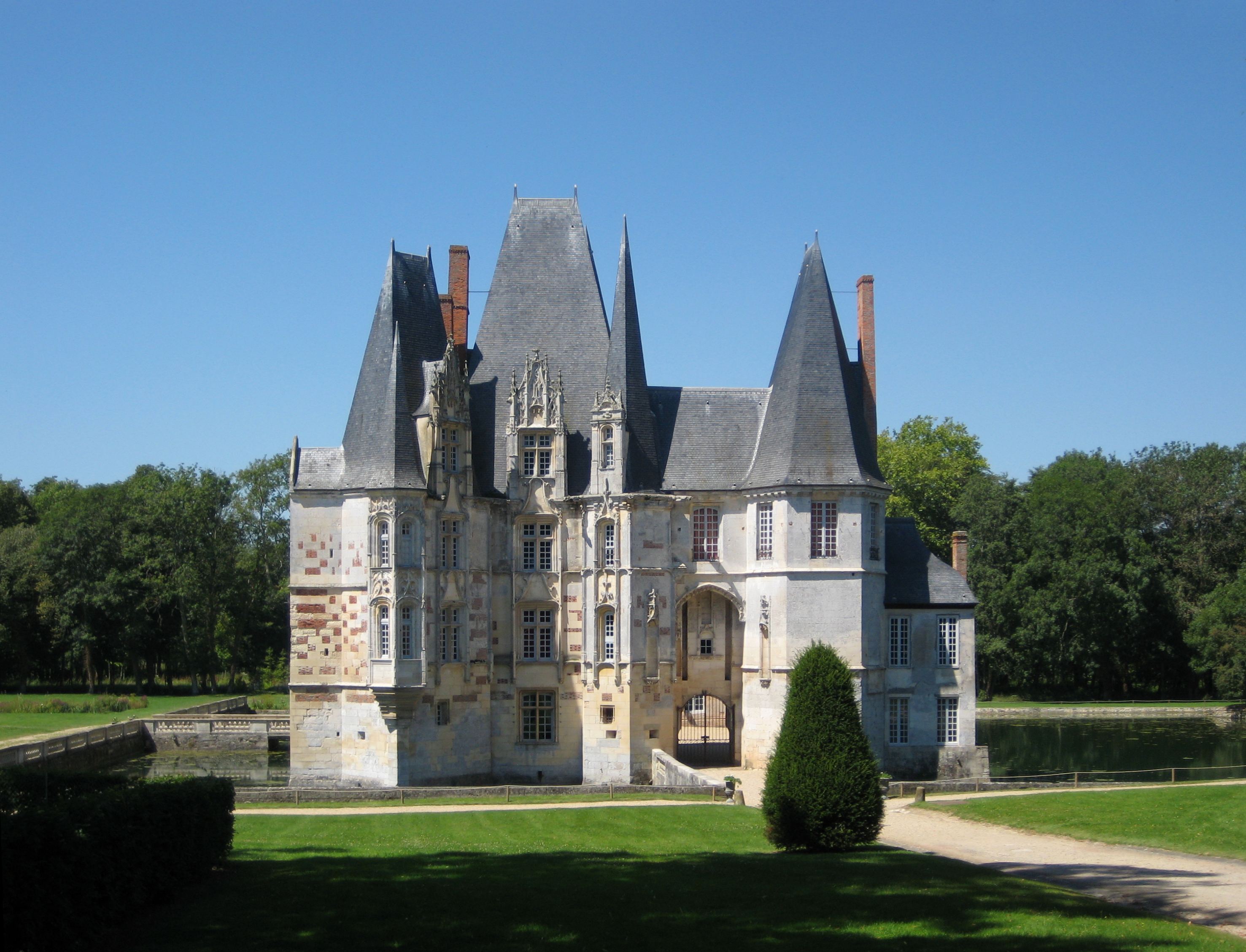
le Château d'Ô sur la commune de Mortrée, à 1,2 km à l'ouest de la Sennevière sur la Thouanne voisine.

### Note
1. ↑  rd pour rive droite et rg pour rive gauche